# 인주면
인주면(仁州面)은 대한민국 충청남도 아산시에 있는 면이다.

## 연혁
인주면은 고려 성종 15년 인주현으로 명칭을 지었으며, 조선 세종 5년 아주현에서 아산현으로 개명하였다. 일제강점기인 1914년 3월 1일 행정구역 통폐합시에 아산군 인주면이 되었으며, 1995년 1월 1일 통합으로 아산시 인주면으로 변경되었다.
- 2011년 9월 26일 : 공세리에서 대진아파트 일대를 공세6리로 분할[2]

## 지리
문방리에는 현대자동차 아산공장이 있으며, 서쪽에 마주한 섬인 솟벌섬이 있다. 솟벌섬은 SBS TV의 《TV 동물농장》에 소개된 장소로 유기견 2마리가 있었던 곳으로 유명하며, 솟벌섬은 과거에 한적한 농경지였지만 환경 오염 등 생활 정주 여건이 더 악화되면서, 주민들이 육지부로 이주하고 버려진 섬으로 알려져 왔다.

## 행정 구역
| 법정리 | 행정리                                               | 비고                         |
| ------ | ---------------------------------------------------- | ---------------------------- |
| 걸매리 | 걸매리                                               |                              |
| 공세리 | 공세1리, 공세2리, 공세3리, 공세4리, 공세5리, 공세6리 | 2011년 9월 26일 공세6리 신설 |
| 관암리 | 관암1리, 관암2리                                     |                              |
| 금성리 | 금성리                                               |                              |
| 냉정리 | 냉정리                                               |                              |
| 대음리 | 대음1리, 대음2리, 대음3리                            |                              |
| 도흥리 | 도흥1리, 도흥2리                                     |                              |
| 모원리 | 모원리                                               |                              |
| 문방리 | 문방1리, 문방2리, 문방3리, 문방4리                   |                              |
| 밀두리 | 밀두1리, 밀두2리, 밀두3리                            | 면행정복지센터 소재지        |
| 신성리 | 신성1리, 신성2리                                     |                              |
| 해암리 | 해암1리, 해암2리, 해암3리, 해암4리                   |                              |

## 교육
- 금성초등학교
- 인주초등학교
- 인주중학교